# 蘇利文高地
78°19′S 85°3′W / 78.317°S 85.050°W

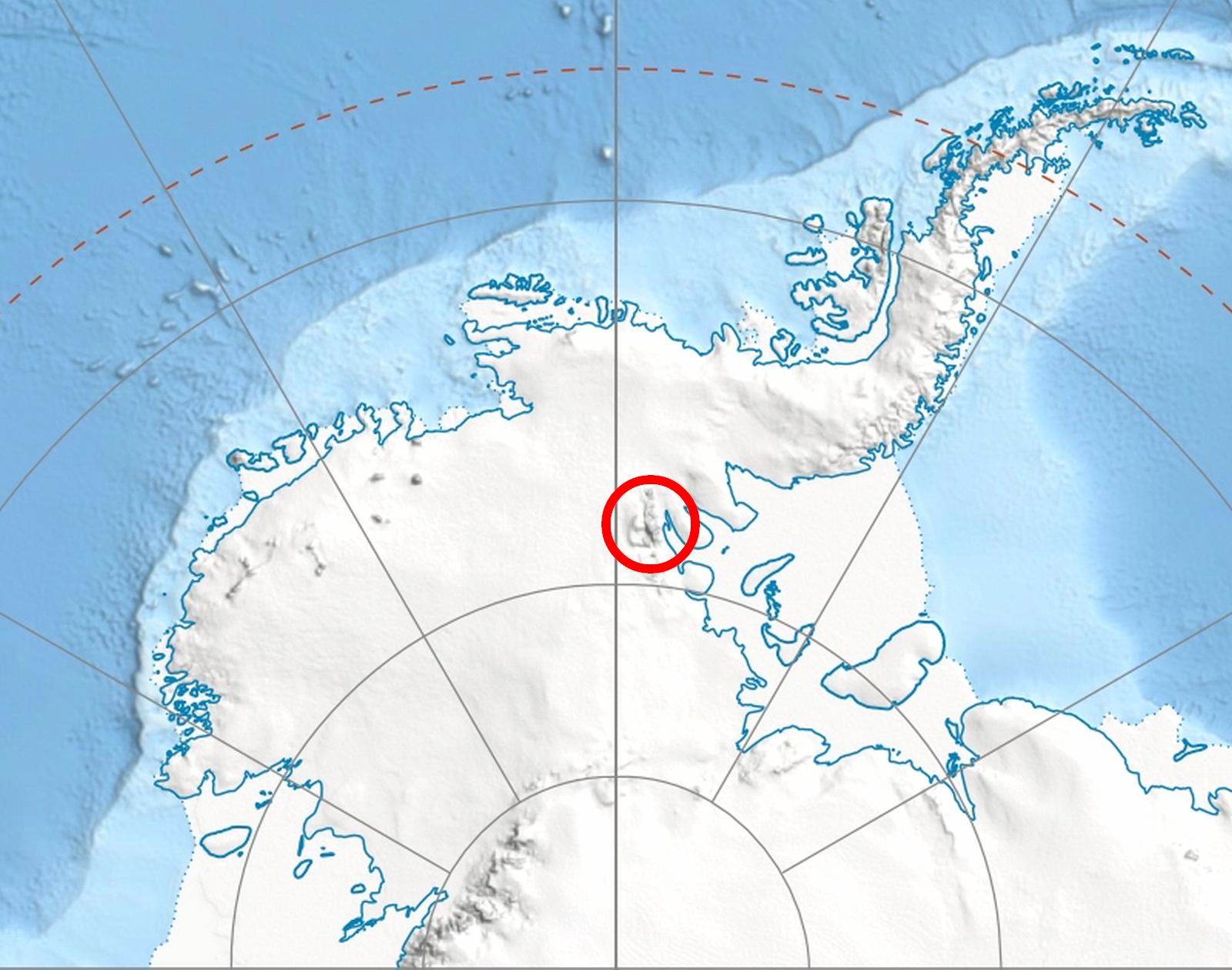

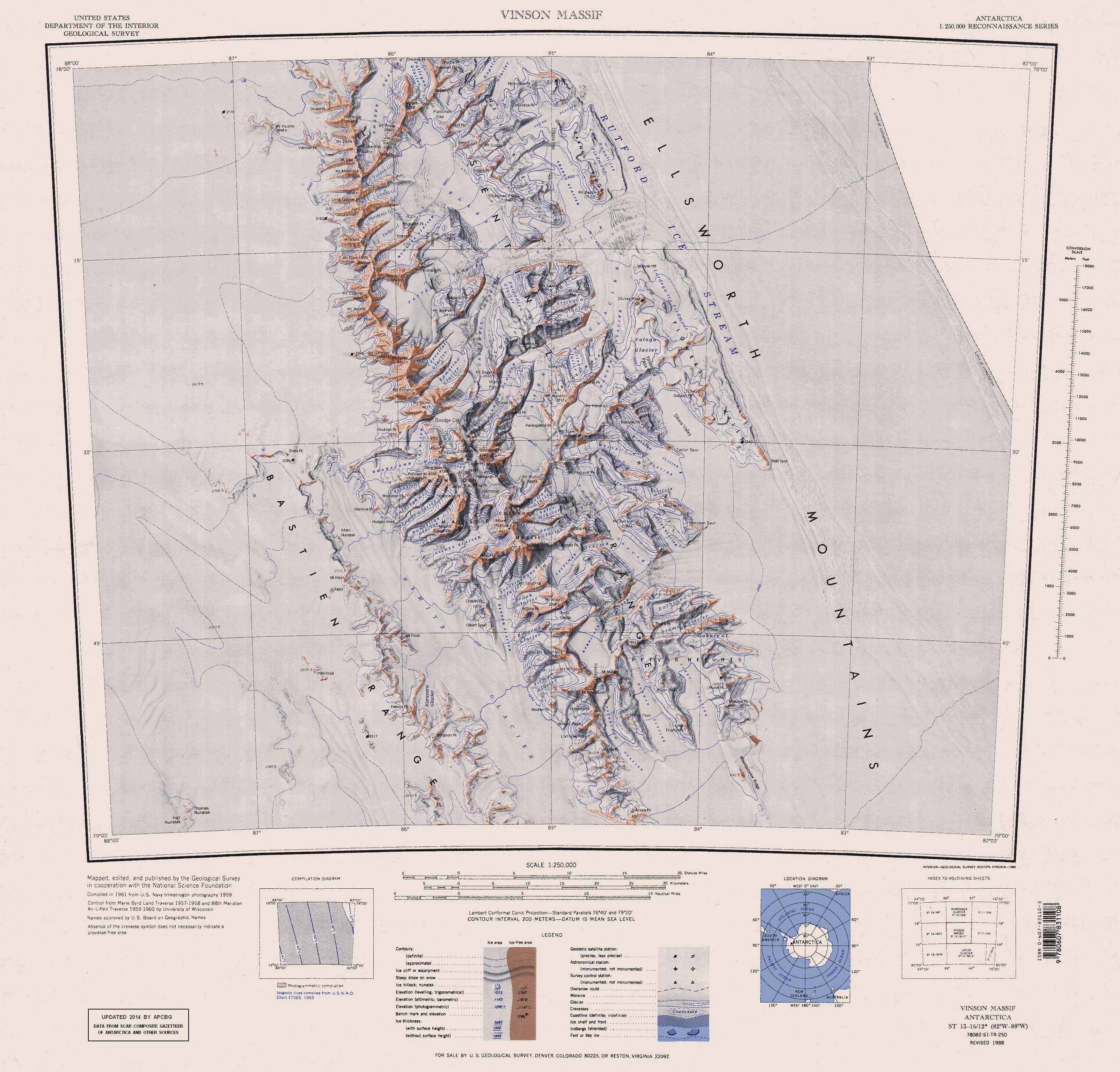

蘇利文高地是南極洲的高地，位於埃爾斯沃思地，處於埃爾斯沃思山脈的森蒂納爾嶺，海拔高度2,760米，以美國的海洋學家命名，現時由南極條約體系管理。

## 外部連結
- Sullivan Heights. SCAR Composite Antarctic Gazetteer.